# 15851 Chrisfleming
15851 Chrisfleming è un asteroide della fascia principale. Scoperto nel 1996, presenta un'orbita caratterizzata da un semiasse maggiore pari a 2,6798120 UA e da un'eccentricità di 0,1433095, inclinata di 12,18081° rispetto all'eclittica.